# Afroaster
 Afroaster   J.C.Manning & Goldblatt, 2012 è un genere di piante angiosperme dicotiledoni della famiglia delle Asteraceae, sottofamiglia Asteroideae, tribù Astereae (Basal grade) e sottotribù Afroasterinae. Afroaster  è anche l'unico genere della sottotribù Afroasterinae G.L.Nesom, 2020.

## Etimologia
Il nome deriva dalle parole greche "Afrós" (Africa) e "aster" (stella).
Il nome scientifico del genere è stato definito dai botanici John Charles Manning (1962-) e Peter Goldblatt (1943-) nella pubblicazione "Strelitzia. Pretoria" ( Strelitzia 29: 792) del 2012. Il nome della sottotribù è stato definto dal botanico Guy L. Nesom (1945-) nella pubblicazione "Phytoneuron. Digital Publications in Plant Biology" (Phytoneuron 2020-53: 26) del 2020.

## Descrizione

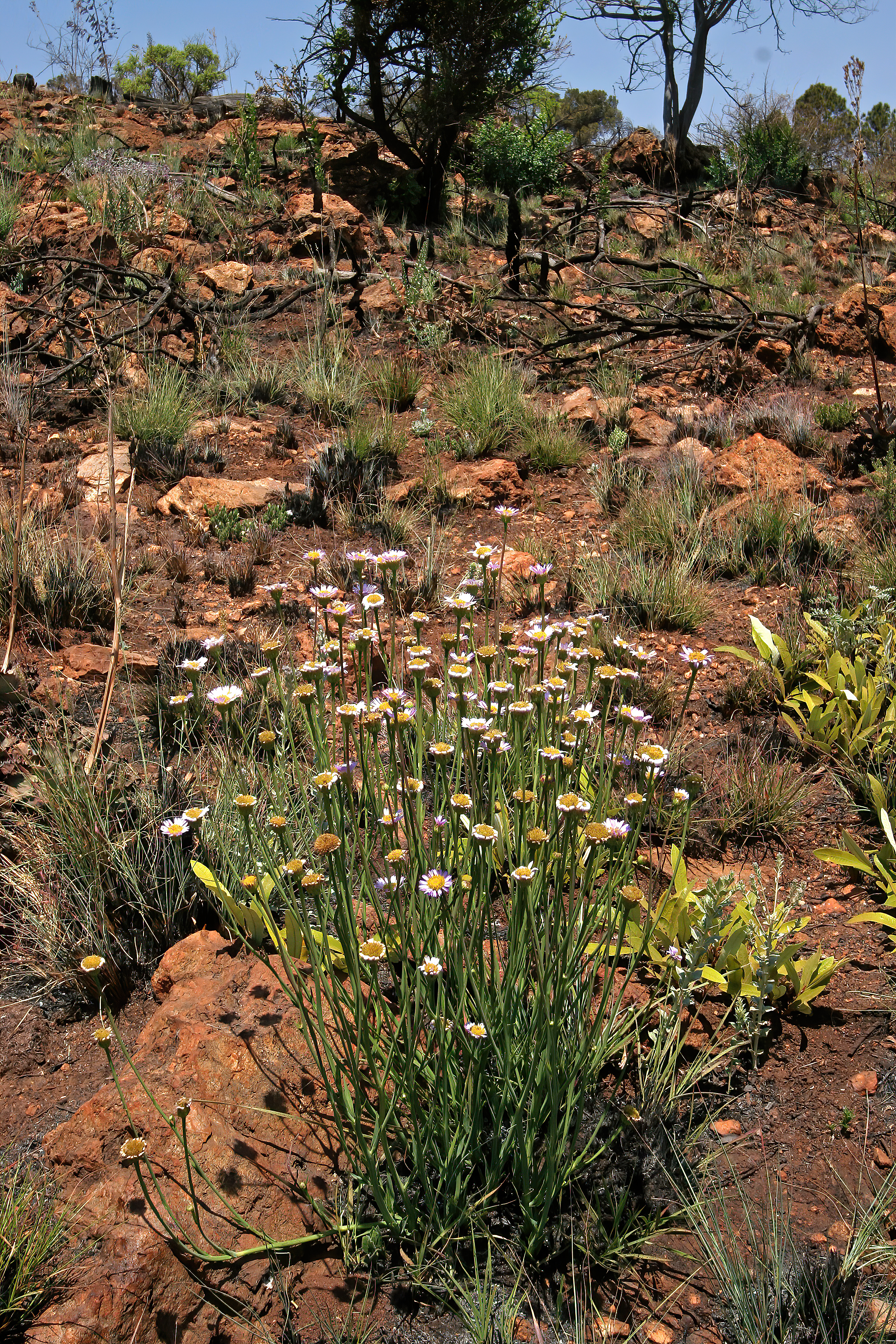
Il portamento
Afroaster serrulatus

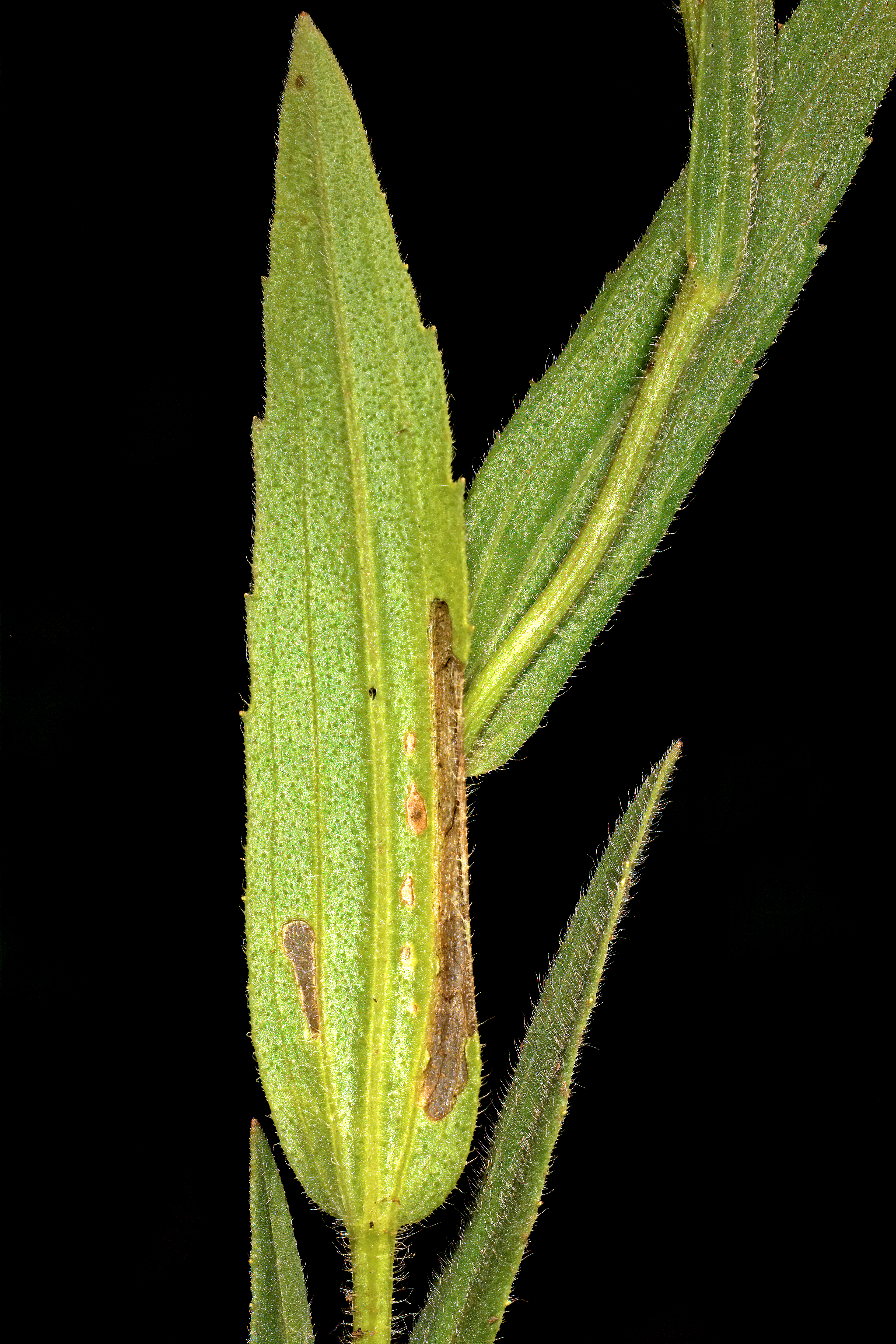
Le foglie
Afroaster hispidus

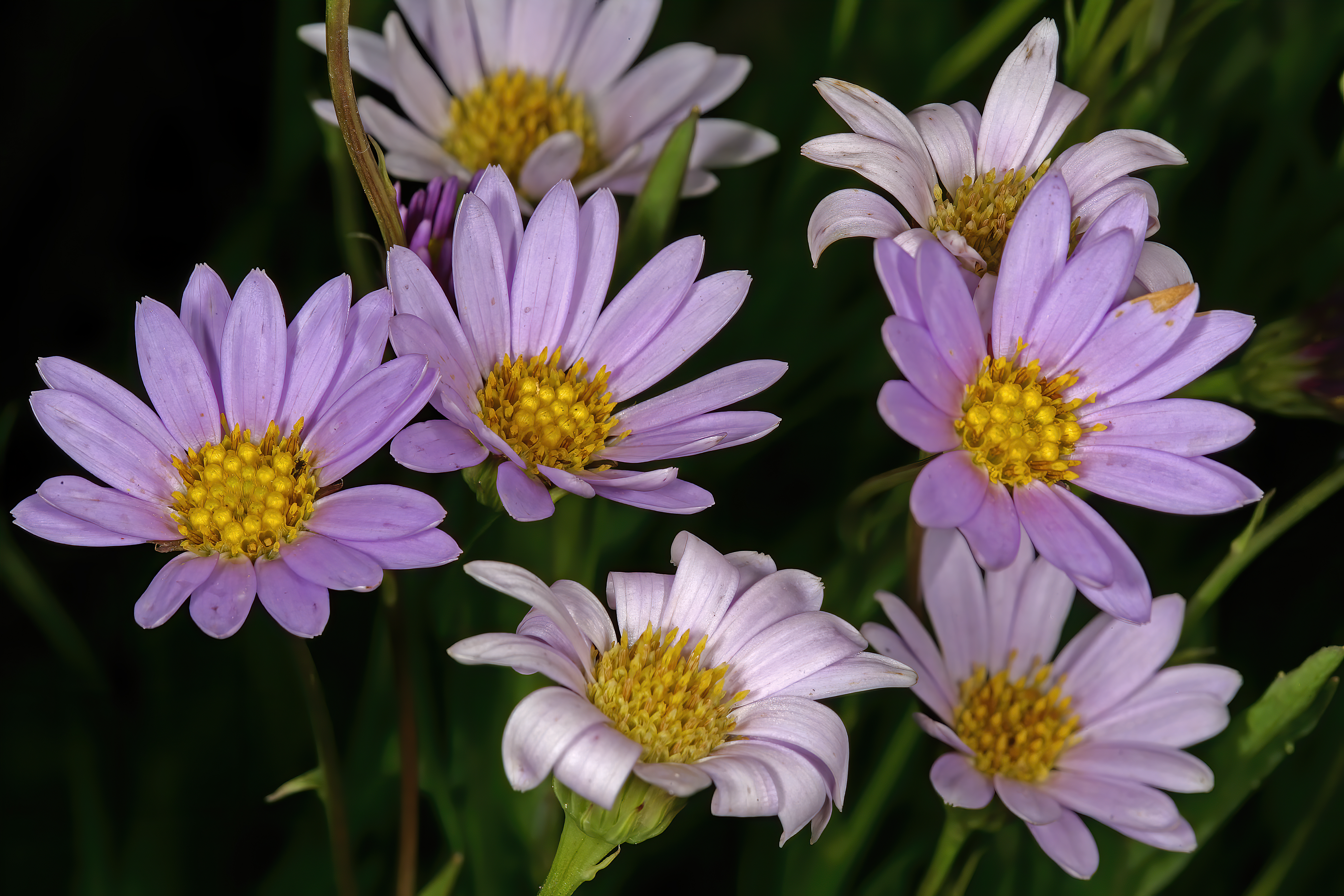
Infiorescenza
Afroaster serrulatus

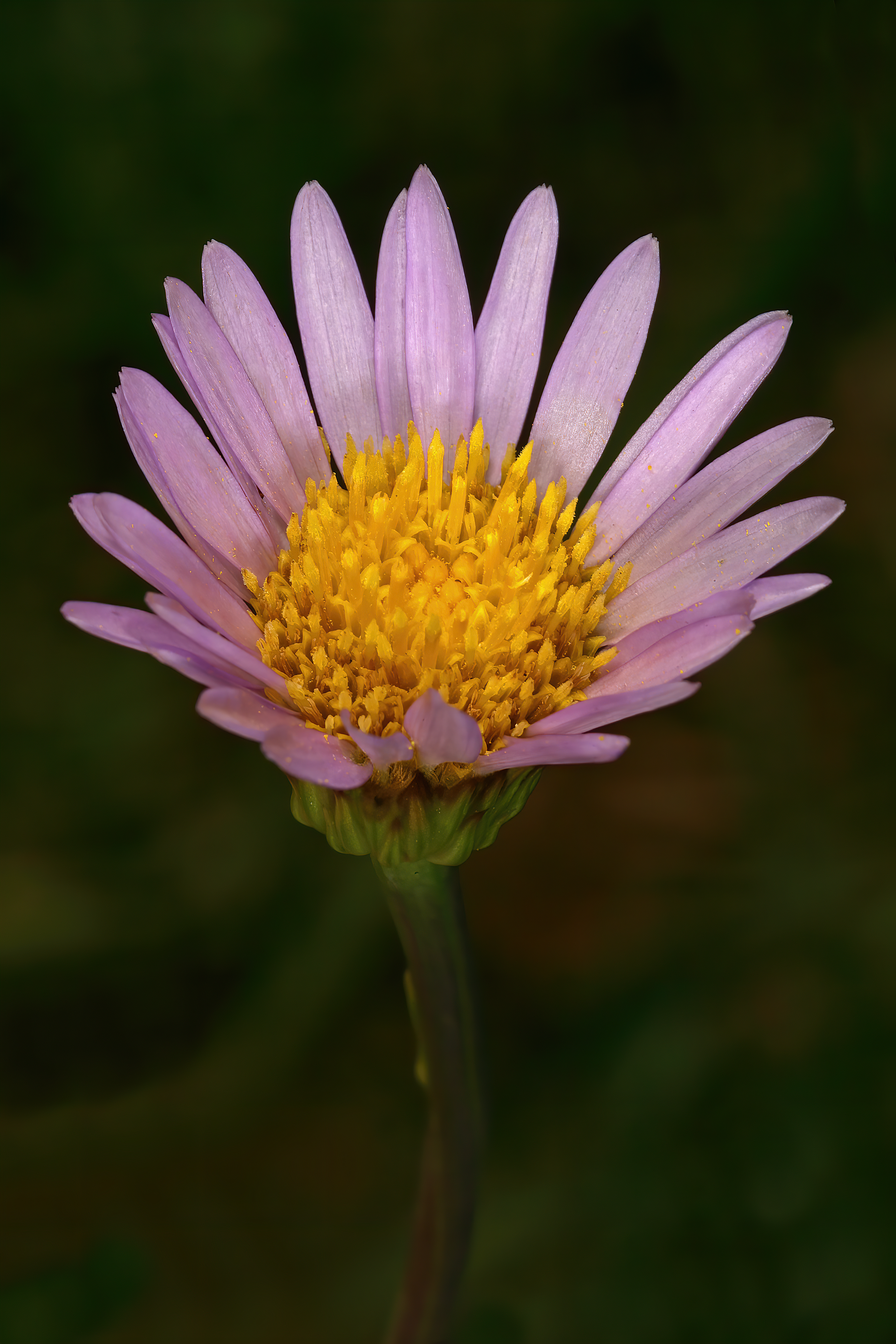
I fiori
Afroaster serrulatus

Portamento. Le specie di questo genere hanno un habitus di tipo erbaceo perenne tuberoso.
Fusto. La parte aerea in genere è eretta, semplice o ramosa. Le radici sono tuberose.
Foglie. Le foglie in genere sono disposte in modo alternato, picciolate o sessili. Si distinguono in basali (possono formare una rosetta basale) e in cauline (in genere di minori dimensioni). Quelle basali sono quasi squamose, quelle cauline hanno delle forme strette ed allungate.  Le superfici variano da ispide a glabre (sono prive di ghiandole).
Infiorescenza. Le sinflorescenze sono composte da diversi capolini (fino a 10) raccolti in formazioni corimbose. Le infiorescenze vere e proprie sono composte da un capolino poco bratteato, terminale peduncolato di tipo radiato con fiori eterogami. I capolini sono formati da un involucro, con forme campanulate, composto da diverse brattee, al cui interno un ricettacolo fa da base ai fiori di due tipi: fiori del raggio e fiori del disco. Le brattee, piatte e a consistenza erbacea, sono disposte in modo più o meno embricato su 3 - 4 serie. Il ricettacolo in genere è nudo ossia senza pagliette a protezione della base dei fiori; la forma è piatta o da convessa a conica.
Fiori.  I fiori sono tetra-ciclici (formati cioè da 4 verticilli: calice – corolla – androceo – gineceo) e pentameri (calice e corolla formati da 5 elementi). Si distinguono in:
- fiori del raggio (esterni): sono femminili (a volte sono presenti degli staminoidi) e sono disposti su una sola serie; la forma è ligulata (zigomorfa); le ligule, avvolgenti, hanno una striscia centrale abassiale più scura;
- fiori del disco (centrali): sono più numerosi con forme brevemente tubulose (attinomorfe); sono ermafroditi.

- Formula fiorale:

*/x K {\displaystyle \infty }, [C (5), A (5)], G 2 (infero), achenio
- Calice: i sepali del calice sono ridotti ad una coroncina di squame.

- Corolla: la forma della corolla alla base è più o meno imbutiforme, mentre all'apice è ligulata a 5 (raramente 3) denti (i fiori del raggio) o tubolare con 5 (raramente 4) lobi (i fiori del disco); i lobi, patenti o eretti, hanno una forma deltata o più o meno lanceolata. I colori della corolla sono giallo (i fiori del disco) e lilla, bianco o blu (i fiori del raggio).

- Androceo: l'androceo è formato da 5 stami sorretti da filamenti generalmente liberi; gli stami sono connati e formano un manicotto circondante lo stilo; le teche (produttrici del polline) alla base sono troncate e sono lievemente auricolate (molto raramente sono speronate o hanno una coda); le appendici apicali delle antere hanno delle forme piatte e lanceolate; il tessuto endoteciale (rivestimento interno dell'antera) è quasi sempre polarizzato (con due superfici distinte: una verso l'esterno e una verso l'interno). Il polline è sferico con un diametro medio di circa 25 micron;  è tricolporato (con tre aperture sia di tipo a fessura che tipo isodiametrica o poro) ed è echinato (con punte sporgenti).[10][12]

- Gineceo: l'ovario è infero uniloculare formato da 2 carpelli.[6] Lo stilo (il recettore del polline) è profondamente bifido (con due stigmi divergenti) e con le linee stigmatiche marginali separate.[13] I due bracci dello stilo hanno una forma da lanceolata a deltoide e possono essere papillosi o ricoperti da ciuffi di peli. Lo stilo dei fiori del raggio è supinato.

Frutti. I frutti sono degli acheni con pappo; in alcune specie è presente un certo dimorfismo (gli acheni dei fiori del raggio differiscono dagli acheni dei fiori del disco);
- achenio: gli acheni, con forme da strettamente ellittiche a obovate, sono lateralmente compressi (piatti) con due nervature laterali; la superficie è ghiandolare o ghiandolare e strigosa-irsuta; la parete dell'achenio è formata da celle contenenti rafidi ma prive di fitomelanina; il carpoforo normalmente è anulare; le setole con punte a forma di ancora non sono presenti;
- pappo: il pappo è formato da 2 serie di setole finemente barbate. La serie interna è allungata, quella esterna è più corta.

## Biologia
Impollinazione: l'impollinazione avviene tramite insetti (impollinazione entomogama tramite farfalle diurne e notturne).

Riproduzione: la fecondazione avviene fondamentalmente tramite l'impollinazione dei fiori (vedi sopra).

Dispersione: i semi (gli acheni) cadendo a terra sono successivamente dispersi soprattutto da insetti tipo formiche (disseminazione mirmecoria). In questo tipo di piante avviene anche un altro tipo di dispersione: zoocoria. Infatti gli uncini delle brattee dell'involucro (se presenti) si agganciano ai peli degli animali di passaggio disperdendo così anche su lunghe distanze i semi della pianta. Inoltre per merito del pappo il vento può trasportare i semi anche a distanza di alcuni chilometri (disseminazione anemocora).

## Distribuzione e habitat
Le specie di questo genere sono distribuite in Africa centro e sud orientale.

## Sistematica
La famiglia di appartenenza di questa voce (Asteraceae o Compositae, nomen conservandum) probabilmente originaria del Sud America, è la più numerosa del mondo vegetale, comprende oltre 23.000 specie distribuite su 1.535 generi, oppure 22.750 specie e 1.530 generi secondo altre fonti (una delle checklist più aggiornata elenca fino a 1.679 generi). La famiglia attualmente (2021) è divisa in 16 sottofamiglie; la sottofamiglia Asteroideae è una di queste e rappresenta l'evoluzione più recente di tutta la famiglia.

### Filogenesi
Il genere della specie di questa voce è descritto nella sottotribù Asterinae, una delle quasi 40 sottotribù della tribù Astereae. In base alle ultime ricerche nella tribù sono stati individuati (provvisoriamente) 5 principali lignaggi: Basal grade - Bellis lineage - Aster lineage - Baccharis lineage e North American lineage.
Il genere  Afroaster (insieme alla sottotribù Afroasterinae) è incluso nel Basal grade che comprende il gruppo sudamericano-oceania delle sottotribù Chiliotrichinae, Celmisiinae e Oritrophiinae, i gruppi africani delle Homochrominae, Pteroniinae e Eschenbachiinae e il gruppo dei generi legnosi del Madagascar (Madagasterinae). In particolare la sottotribù Afroasterinae fa parte del sottogruppo dell'Africa/Madagascar/Asia sud-est.
I caratteri distintivi del genere di questa voce sono:
- le radici sono tuberose;
- le foglie basali sono quasi squamose;
- i fiori del raggio a volte hanno degli staminoidi (componenti maschili).

### Elenco delle specie
Questo genere ha 18 specie:
- Afroaster ananthocladus (Hilliard & B.L.Burtt) J.C.Manning & Goldblatt
- Afroaster bowiei (Harv.) J.C.Manning & Goldblatt
- Afroaster chimanimaniensis (W.Lippert) J.C.Manning & Goldblatt
- Afroaster comptonii (W.Lippert) J.C.Manning & Goldblatt
- Afroaster confertifolius (Hilliard & B.L.Burtt) J.C.Manning & Goldblatt
- Afroaster erucifolius (Thell.) J.C.Manning & Goldblatt
- Afroaster hispidus (Thunb.) J.C.Manning & Goldblatt
- Afroaster laevigatus (Sond.) J.C.Manning & Goldblatt
- Afroaster lydenburgensis (W.Lippert) J.C.Manning & Goldblatt
- Afroaster milanjiensis (S.Moore) J.C.Manning & Goldblatt
- Afroaster nubimontis (W.Lippert) J.C.Manning & Goldblatt
- Afroaster peglerae (Bolus) J.C.Manning & Goldblatt
- Afroaster perfoliatus (Oliv.) J.C.Manning & Goldblatt
- Afroaster pleiocephalus (Harv.) J.C.Manning & Goldblatt
- Afroaster pseudobakerianus (W.Lippert) J.C.Manning & Goldblatt
- Afroaster serrulatus (Harv.) J.C.Manning & Goldblatt
- Afroaster tansaniensis (W.Lippert) J.C.Manning & Goldblatt
- Afroaster zuluensis (W.Lippert) J.C.Manning & Goldblatt